# Marta Ocaña
Marta Ocaña (nacida como Marta Ocaña Sánchez, el 30 de septiembre de 1992 en Sevilla, España)[cita requerida] es una directora teatral, actriz y dramaturga española. En 2019 fundó el grupo teatral Hartateatro. Es autora de la obra Enlorquecidas (2020), propuesta teatral feminista que también dirige y de la cual realizó la dramaturgia a partir de textos de Federico García Lorca.

## Biografía
Licenciada en Química en 2016 por la Universidad de Sevilla, se graduó en 2021 en la Escuela de Arte Dramático de Sevilla (ESAD). Completa su formación artística de dirección, escritura e interpretación en Lithuanian Academy of Music and Theatre (Vilna, Lituania), donde trabaja con el director Oskaras Koršunovas, entre otros.
Ha trabajado con personalidades como Paco Mir, Juan Carlos Galiana, Paco Baños, Alberto Rodríguez (España), Telmo Herrera (Francia) y Arnolda Noir (Lituania). En 2018 escribe sus primeras obras de microteatro y pone en escena su primera obra, La Tarta. En 2020 crea Enlorquecidas, considerado su trabajo más exigente con el que sigue girando. Codirige y produce Todo es de color y C'est quoi l'art?, representadas en Francia, y en 2022 crea Raíces, un espectáculo flamenco de Rebeca Ortega.

## Obras de teatro dirigidas
| Año  | Obra              | Autor/a |
| ---- | ----------------- | --- |
| 2023 | Vacío             | Marta Ocaña |
| 2022 | C'est quoi l'art? | Teatro de calle creado por Anaísa García, Andrea Balbontín y Marta Ocaña para el Festival Rues d'été en Graulhet, Francia. |
| 2020 | Enlorquecidas     | Dramaturgia realizada por Marta Ocaña a partir de textos de Lorca.                                                         |